# Jouy-en-Pithiverais
Jouy-en-Pithiverais település Franciaországban, Loiret megyében. Lakosainak száma 266 fő (2022. január 1.). Jouy-en-Pithiverais Greneville-en-Beauce, Attray, Bazoches-les-Gallerandes, Châtillon-le-Roi, Escrennes és Pithiviers-le-Vieil községekkel határos.

## Népesség
A település népességének változása:
| Lakosok száma | 258  | 187  | 240  | 248  | 254  | 267  | 272  | 265  | 262  | 266  |
|               | 1968 | 1982 | 1990 | 2006 | 2013 | 2015 | 2017 | 2019 | 2020 | 2022 |